# Elisabetta Cesarini
Elisabetta Cesarini (Tarquinia, 25 maggio 1966) è un'ex cestista italiana.

## Carriera
Con l'Italia ha disputato i Campionati mondiali del 1994.